# Teimuraz Kakulia
Teimuraz Irakleivich Kakulia, né le 27 avril 1947 et mort le 25 août 2006 à Tbilissi, est un joueur de tennis soviétique.

## Carrière
Il a atteint les huitièmes de finale dans deux tournois du Grand Chelem : à l'Open d'Australie 1973 (battu par Karl Meiler) et à l'US Open 1976 (stoppé par Guillermo Vilas). En double, il a atteint les demi-finales de l'Open d'Australie 1973 avec Alex Metreveli.
Il est seulement le deuxième joueur de tennis soviétique à participer à un tournoi WCT.
En Coupe Davis avec l'URSS, il a joué lors de 7 campagnes et disputé 15 rencontres pour 12 victoires et 12 défaites en simple et 5 victoires et 2 défaites en double.
Il a joué les tournois de démonstration et d'exhibition des Jeux olympiques de Mexico en 1968. En 1973, il est médaillé d'or en simple, double et double mixte aux Universiade de Moscou.

## Parcours dans les tournois duGrand Chelem

### En simple
| Année | Open d'Australie | Open d'Australie | Internationaux de France | Internationaux de France | Wimbledon       | Wimbledon  | US Open         | US Open     |
| ----- | ---------------- | ---------------- | ------------------------ | ------------------------ | --------------- | ---------- | --------------- | ----------- |
| 1970  | —                | —                | 2e tour (1/32)           | J. Loyo Mayo             | —               | —          | —               | —           |
| 1971  | —                | —                | 2e tour (1/32)           | P. Dominguez             | —               | —          | —               | —           |
| 1972  | —                | —                | 2e tour (1/32)           | B. Mignot                | 3e tour (1/16)  | J. Hřebec  | 1er tour (1/64) | J. Newcombe |
| 1973  | 1/8 de finale    | K. Meiler        | 1er tour (1/64)          | O. Parun                 | 1er tour (1/64) | J. Austin  | —               | —           |
| 1974  | —                | —                | 2e tour (1/32)           | J.-L. Rouyer             | 2e tour (1/32)  | A. Ashe    | 2e tour (1/32)  | J. Newcombe |
| 1975  | —                | —                | 1er tour (1/64)          | B. Prajoux               | 1er tour (1/64) | I. Năstase | —               | —           |
| 1976  | 2e tour (1/16)   | D. Crealy        | —                        | —                        | 3e tour (1/16)  | S. Smith   | 1/8 de finale   | G. Vilas    |

N.B. : à droite du résultat se trouve le nom de l'ultime adversaire.

### En double
| Année | Open d'Australie        | Open d'Australie        | Internationaux de France     | Internationaux de France | Wimbledon                    | Wimbledon             | US Open                     | US Open                |
| ----- | ----------------------- | ----------------------- | ---------------------------- | ------------------------ | ---------------------------- | --------------------- | --------------------------- | ---------------------- |
| 1970  | —                       | —                       | 2e tour (1/32) A. Volkov     | J.-C. Barclay D. Contet  | —                            | —                     | —                           | —                      |
| 1971  | —                       | —                       | 2e tour (1/32) P. Gavrilidis | T. Koch J. E. Mandarino  | —                            | —                     | —                           | —                      |
| 1972  | —                       | —                       | 2e tour (1/16) V. Korotkov   | L. Hoad M. Orantes       | —                            | —                     | 1er tour (1/32) V. Korotkov | P. Gonzales T. Ulrich  |
| 1973  | 1/2 finale A. Metreveli | M. Anderson J. Newcombe | —                            | —                        | 1er tour (1/32) F. Pala      | J. Connors I. Năstase | —                           | —                      |
| 1974  | —                       | —                       | 2e tour (1/16) A. Volkov     | P. Barthès F. Jauffret   | 2e tour (1/16) A. Metreveli  | J. Connors I. Năstase | 2e tour (1/16) P. Kronk     | R. Carmichael A. Stone |
| 1975  | —                       | —                       | 2e tour (1/16) A. Volkov     | B. Borg G. Vilas         | 1er tour (1/32) A. Metreveli | W. Fibak F. McNair    | —                           | —                      |
| 1976  | 1er tour (1/16) G. Reid | S. Ball K. Warwick      | —                            | —                        | —                            | —                     | 2e tour (1/16) A. Metreveli | M. Riessen T. Okker    |

N.B. : le nom du ou de la partenaire se trouve sous le résultat ; le nom des ultimes adversaires se trouve à droite.

## Parcours aux Jeux olympiques

### En simple messieurs
| # | Date       | Nom de l'olympiade                 | Surface      | Résultat | Ultime adversaire | Score                   |          |
| - | ---------- | ---------------------------------- | ------------ | -------- | ----------------- | ----------------------- | -------- |
| 1 | 14/10/1968 | Jeux olympiques d'été, Guadalajara | Terre (ext.) | 2e tour  | Joaquín Loyo Mayo | 5-7, 6-1, 6-3, 5-7, 6-3 | Parcours |
| 2 | 28/10/1968 | Jeux olympiques d'été, Mexico      | Terre (ext.) | 2e tour  | Ingo Buding       | 6-4, 6-2                | Parcours |

### En double messieurs
| # | Date       | Nom de l'olympiade                | Surface      | Résultat | Partenaire    | Ultimes adversaires              | Score         |          |
| - | ---------- | --------------------------------- | ------------ | -------- | ------------- | -------------------------------- | ------------- | -------- |
| 1 | 14/10/1968 | Jeux olympiques d'été Guadalajara | Terre (ext.) | 1er tour | Hans Nerell   | Rafael Osuna Vicente Zarazua     | 6-2, 6-4, 8-6 | Parcours |
| 2 | 28/10/1968 | Jeux olympiques d'été Mexico      | Terre (ext.) | Bronze   | Pancho Guzmán | Vladimir Korotkov Anatoli Volkov | Partage       | Parcours |

### En double mixte
| # | Date       | Nom de l'olympiade           | Surface      | Résultat | Partenaire      | Ultimes adversaires        | Score   |          |
| - | ---------- | ---------------------------- | ------------ | -------- | --------------- | -------------------------- | ------- | -------- |
| 1 | 28/10/1968 | Jeux olympiques d'été Mexico | Terre (ext.) | Bronze   | Suzana Petersen | Rosie Darmon Pierre Darmon | Partage | Parcours |